# Joseph Esposito
Joseph Esposito, nato Giuseppe Esposito, detto Diamond Joe (Acerra, 6 ottobre 1871 – Chicago, 21 marzo 1928), è stato un politico e mafioso italiano naturalizzato statunitense, noto per il suo coinvolgimento in attività di estorsione, prostituzione e racket sindacale a Chicago durante l'era del Proibizionismo.

## I primi anni
Esposito nacque il 6 ottobre 1871 ad Acerra, in Campania. Emigrò poi in Illinois, dove si unì a una delle bande di strada che, nei primi anni del Novecento, seminavano il terrore nella Little Italy di Chicago. Con l’entrata in vigore del Volstead Act e l’inizio del Proibizionismo negli Stati Uniti, Esposito e la sua organizzazione, la 42 Gang - che annoverava tra le sue fila anche Sam "Momo" Giancana e Paul "The Waiter" Ricca - si lanciarono nel contrabbando di alcolici. I suoi primi successi insieme ai fratelli Genna potrebbero aver contribuito all’omicidio, nel 1920, del rivale James "Big Jim" Colosimo, un noto malavitoso dell’epoca restio a entrare nel giro del contrabbando.

## Ascesa al potere
Esposito si guadagnò il soprannome Diamond Joe all'inizio degli anni '20, per via della sua abitudine di indossare gemelli, anelli e altri gioielli tempestati di diamanti. Nel frattempo, era diventato l'influente capo distretto repubblicano del diciannovesimo distretto di Chicago, distinguendosi come uno dei primi italoamericani eletti al consiglio comunale.
Esposito era solito offrire copertura politica alle bande di contrabbandieri attive nelle comunità italiane della città, tra cui il gruppo del South Side guidato dal boss Johnny Torrio e i fratelli Genna. Nel maggio del 1921 partecipò al funerale del suo protetto politico, Antonio D’Andrea e, qualche anno più tardi, fu presente anche alle esequie di un altro alleato criminale, Angelo Genna, assassinato il 25 maggio 1925.

## Morte
Dopo il ritiro di Johnny Torrio, Esposito divenne rivale della sua ex banda, ormai guidata da Al Capone e conosciuta come la Chicago Outfit. Il 21 marzo 1928, Esposito fu vittima di un agguato: venne assassinato a colpi d’arma da fuoco davanti alla porta di casa, in un attacco in stile drive-by, mentre le sue due nipoti si trovavano all’interno dell’abitazione.